# Клокочевик
Клокочевик (хорв. Klokočevik) — населений пункт у Хорватії, у Бродсько-Посавській жупанії у складі громади Гарчин.

## Населення
Населення за даними перепису 2011 року становило 607 осіб.
Динаміка чисельності населення поселення:

## Клімат
Середня річна температура становить 10,87 °C, середня максимальна – 25,18 °C, а середня мінімальна – -5,80 °C. Середня річна кількість опадів – 762 мм.
| Клімат поселення                              | Клімат поселення | Клімат поселення | Клімат поселення | Клімат поселення | Клімат поселення | Клімат поселення | Клімат поселення | Клімат поселення | Клімат поселення | Клімат поселення | Клімат поселення | Клімат поселення | Клімат поселення |
| Показник                                      | Січ.             | Лют.             | Бер.             | Квіт.            | Трав.            | Черв.            | Лип.             | Серп.            | Вер.             | Жовт.            | Лист.            | Груд.            |                  |
| Середній максимум, °C                         | 6,31             | 8,02             | 12,47            | 17,07            | 22,18            | 25,18            | 24,92            | 24,34            | 20,24            | 14,96            | 9,15             | 5,16             |                  |
| Середня температура, °C                       | 0,24             | 1,97             | 6,42             | 11,00            | 16,13            | 19,12            | 21,04            | 20,46            | 16,37            | 11,07            | 5,28             | 1,29             |                  |
| Середній мінімум, °C                          | −5,8             | −4,08            | 0,37             | 4,95             | 10,08            | 13,06            | 17,14            | 16,58            | 12,47            | 7,19             | 1,40             | −2,58            |                  |
| Норма опадів, мм                              | 48               | 48               | 46               | 57               | 70               | 99               | 68               | 63               | 55               | 68               | 77               | 63               |                  |
| Середньомісячна швидкість вітру, м/с          | 2.00             | 2.26             | 2.54             | 2.45             | 2.18             | 2.03             | 1.97             | 1.84             | 1.81             | 1.89             | 1.99             | 2.06             |                  |
| Середньомісячна сонячна радіація, кДж/м²·день | 4323             | 7012             | 10892            | 15253            | 19138            | 21014            | 22058            | 20417            | 14938            | 9294             | 4904             | 3618             |                  |
| --------------------------------------------- | ---------------- | ---------------- | ---------------- | ---------------- | ---------------- | ---------------- | ---------------- | ---------------- | ---------------- | ---------------- | ---------------- | ---------------- | ---------------- |
| Джерело:                                      |                  |                  |                  |                  |                  |                  |                  |                  |                  |                  |                  |                  |                  |